# 紹拉島
紹拉島（英語：Shaula Island）是南極洲的島嶼，位於肯普地，處於阿卻爾納島以東1.6公里，長4.8公里，屬於厄于加倫島群的一部分，海拔高度150米，根據挪威拉尔斯·克里斯腾森探险队探險隊拍攝的空中照片繪入地圖。原名“索尔岛”（Sørøya），挪威语中意为“南岛”。1954年由澳大利亚国家南极研究考察队（ANARE）首次登岛，并将其重新命名为“绍拉”（Shaula），即尾宿八之意。因为在该次航行的天文导航中，该岛附近定点为尾宿八。現時由南極條約體系管理。